# Swertia bimaculata
Swertia bimaculata är en gentianaväxtart som först beskrevs av Sieb. och Zucc., och fick sitt nu gällande namn av J. D. Hook., Amp; Thomson och C. B. Cl.. Swertia bimaculata ingår i släktet Swertia och familjen gentianaväxter. Inga underarter finns listade i Catalogue of Life.